# Anselmo Müller
Anselmo Müller MSF (* 22. Februar 1932 in Santa Cruz do Sul, Rio Grande do Sul; † 24. März 2011 in Passo Fundo, Rio Grande do Sul) war ein brasilianischer Ordensgeistlicher und römisch-katholischer Bischof von Januária.

## Leben
Anselmo Müller, eines von zehn Kindern aus einer Bäckerfamilie mit deutschen Vorfahren, trat mit 22 Jahren in das Priesterseminar von Passo Fundo ein und absolvierte zunächst sein Abitur. Er trat anschließend der Ordensgemeinschaft der Missionare von der Heiligen Familie bei und studierte Katholische Theologie und Philosophie in Passo Fundo. Anselmo Müller empfing am 10. Dezember 1961 die Priesterweihe durch João Cláudio Colling. Er war zunächst in mehreren Gemeinden im Süden Brasiliens und Santa Catarina tätig. 1964 bis 1968 war er in Rio de Janeiro tätig und war bei dem Treffen mit João Goulart am 13. März 1964 in Zentral-Brasilien beteiligt. Von 1968 bis 1979 war er Pfarrer in São Carlos SC, anschließend in Rio de Janeiro.
Papst Johannes Paul II. ernannte ihn zum dritten Bischof des Bistums Januária. Die Bischofsweihe spendete ihm am 24. Juni 1984 der Bischof von Santa Cruz do Sul, Alberto Frederico Etges; Mitkonsekratoren waren José Ivo Lorscheiter, Bischof von Santa Maria, und Agostinho Willy Kist SJ, Bischof von Diamantino. Sein bischöflicher Wahlspruch war „Dass alle das Leben haben“. Don Anselmo Müller war Mitglied der bischöflichen Pastoral Region 2 Ost CNBB (Espírito Santo und Minas Gerais).
Seinem Rücktrittsgesuch wurde 2008 durch Papst Benedikt XVI. stattgegeben.